# Junun
Junun — альбом израильского композитора Шая бен-Цура, английского композитора Джонни Гринвуда, участника британской группы Radiohead, и индийского ансамбля the Rajasthan Express. Он был спродюсирован Гринвудом и сведён Найджелом Годричем, давним продюсером Radiohead.
Гринвуд впервые выступил с Бен Цуром и его группой в 2014. Для Junun музыканты открыли студию звукозаписи в форте Мехрангарх (штат Раджастхан, Индия). В состав the Rajasthan Express вошли местные музыканты, исполняющие каввали, цыгане-мусульмане и духовой оркестр, играющий на свадьбах и парадах.
Бен Цур выступил в роли автора песен, Гринвуд записывал гитары, бас, клавиши, Волны Мартено, работал в секвенсоре. Он не желал избытка аккордов, присущего западной музыке, и писал, используя североиндийские раги. Гринвуд и Годрич надеялись запечатлеть «грубость» музыки в Индии, а не стремиться к высокой точности многих мировых музыкальных записей. Альбом стал темой документального фильма Пола Томаса Андерсона, выпущенного в октябре 2015 года.
Junun в большинстве получил положительные отзывы. Группа поддержала тур Radiohead Moon Shaped Pool 2018 года, выступив под именем Junun.

## Список композиций
1. «Junun» — 5:54
2. «Roked» — 3:21
3. «Hu» — 7:49
4. «Chala Vahi Des» — 4:16
5. «Kalandar» — 8:50
6. «Eloah» — 3:55
7. «Julus» — 3:44
8. «Allah Elohim» — 4:21
9. «Ahuvi» — 5:08
10. «Azov» — 3:50
11. «Junun Brass» — 3:29
12. «There Are Birds in the Echo Chamber» — 0:32
13. «Modeh» — 5:35